# Eduard Bachmann
Eduard Bachmann   (Praga, 22 de setembre de 1831 - Karlovy Vary, 18 d'abril de 1880) va ser un oboista alemany, tenor operístic i director de teatre.

## Vida i carrera
Nascut a Praga, Bachmann va assistir al Conservatori de Praga, on va estudiar tocant l'oboè sota la direcció del professor Bauer. Com a oboista format, va realitzar una gira de concerts per Alemanya amb el director musical Joseph Labitzky el 1849, va participar en l'orquestra de teatre de Preßburg el 1850/51 i després va anar a Dresden, on es va dedicar a la banda militar de la "Saxon Life Guards". El 1853 es va convertir en membre de l'orquestra de Johann Strauss (pare). Un any després va ser contractat per l'orquestra del Teatre Nacional Hongarès de Pest.
Allà va començar a formar-se com a cantant. El 14 de febrer de 1855 va debutar al teatre nacional hongarès com a "Carlo" a l'òpera Ernani. Va cantar diverses vegades als teatres hongaresos i alemanys i va treballar des de desembre de 1855 fins a març de 1856 al teatre de la cort de Darmstadt. Després va anar a Agram i va treballar com a Heldentenor a Amsterdam des d'octubre de 1856 fins a juny de 1857. El 31 de juliol de 1857 va debutar a Praga amb el director Franz Thomé, on va romandre fins a l'octubre de 1864.
El mateix any va acceptar un compromís de tota la vida al Hoftheater de Kassel, que es va dissoldre després de la mort de l'elector el 1867. Del 1867 al 1868 va treballar a l'Hoftheater de Dresden, del 1868 al 1871 al Hoftheater de Múnic, després de les intervencions de fins i tot el rei i Richard Wagner per aconseguir l'alliberament de l'artista del seu contracte de Dresden. També va ser idea de Wagner utilitzar-lo com a Siegfried en el seu cicle Ring, però va rebutjar aquests plans.
Va caure malalt de diftèria dues vegades i la seva veu es va deteriorar. Es retirà dels escenaris el 1870 amb només 39 anys. Es va traslladar a Karlovy Vary on el 1873 va assumir la direcció del teatre durant dos anys.
Bachmann es va suïcidar el 18 d'abril de 1880 a Karlsbad als 48 anys.